# Sergey Kislyak (football)
Pour les articles homonymes, voir Sergey Kislyak.
Sergueï Kisliak, né le 6 août 1987, est un footballeur international biélorusse. Il joue au poste de milieu de terrain avec l'équipe du Dynamo Minsk.

## Biographie

### En club
Sergueï est un joueur formé au FK Dynamo Minsk. Après deux ans en équipe réserve il découvre l'équipe première en 2004 avec une première apparition dans le championnat biélorusse.
Il devient très vite un titulaire en puissance malgré son jeune âge dans le milieu de terrain de Minsk où il marque beaucoup pour son poste.
En janvier 2011, il signera un contrat dans le club russe du Roubine Kazan.

### En sélection nationale
Sergueï est régulièrement appelé dans les équipes jeunes de Biélorussie (-17, -19 et espoirs). Il participe même au Championnat d'Europe de football espoirs 2009, il y joue trois matchs et marque même les deux seuls buts de son équipe lors de ce tournoi contre la Suède et l'Italie.
Le 14 novembre 2009, à l'âge de 22 ans il honore sa première sélection en amical contre l'Arabie Saoudite (1-1) en rentrant à la 89e minutes à la place de son compatriote Sergueï Kornilenko.
Il marque son premier but sous les couleurs biélorusses le 30 mai 2010 en amical contre la Corée du Sud. Le 3 septembre 2010, il donne la victoire et les trois points contre la France (1-0) au Stade de France.

## Statistiques
| Saison                | Club                  | Championnat           | Championnat | Championnat | Coupe(s) nationale(s) | Coupe(s) nationale(s) | Compétition(s) continentale(s) | Compétition(s) continentale(s) | Compétition(s) continentale(s) | Total | Total |
| Saison                | Club                  | Division              | M.          | B.          | M.                    | B.                    | Comp.                          | M.                             | B.                             | M.    | B.    |
| 2002                  | RUOR Minsk            | D3                    | 5           | 0           | -                     | -                     | -                              | -                              | -                              | 5     | 0     |
| 2003                  | RUOR Minsk            | D3                    | 12          | 2           | -                     | -                     | -                              | -                              | -                              | 12    | 2     |
| Sous-total            | Sous-total            | Sous-total            | 17          | 2           | -                     | -                     | -                              | -                              | -                              | 17    | 2     |
| 2004                  | Dynamo Minsk          | D1                    | 2           | 0           | -                     | -                     | -                              | -                              | -                              | 2     | 0     |
| 2005                  | Dynamo Minsk          | D1                    | 15          | 7           | -                     | -                     | C1                             | 2                              | 0                              | 17    | 7     |
| 2006                  | Dynamo Minsk          | D1                    | 26          | 9           | 4                     | 1                     | C3                             | 4                              | 0                              | 34    | 10    |
| 2007                  | Dynamo Minsk          | D1                    | 21          | 3           | 2                     | 0                     | C3                             | 4                              | 0                              | 27    | 3     |
| 2008                  | Dynamo Minsk          | D1                    | 26          | 1           | 5                     | 1                     | -                              | -                              | -                              | 31    | 2     |
| 2009                  | Dynamo Minsk          | D1                    | 25          | 7           | 2                     | 2                     | C3                             | 4                              | 2                              | 31    | 11    |
| 2010                  | Dynamo Minsk          | D1                    | 28          | 9           | 3                     | 2                     | C3                             | 3                              | 0                              | 34    | 11    |
| Sous-total            | Sous-total            | Sous-total            | 143         | 36          | 16                    | 6                     | -                              | 17                             | 2                              | 176   | 44    |
| 2011-2012             | Roubine Kazan         | D1                    | 19          | 2           | 2                     | 0                     | C1+C3                          | 3+1                            | 0                              | 25    | 2     |
| 2012-2013             | Roubine Kazan         | D1                    | 2           | 0           | -                     | -                     | C3                             | 3                              | 0                              | 5     | 0     |
| 2013-2014             | Roubine Kazan         | D1                    | 13          | 1           | 1                     | 0                     | C3                             | 3                              | 0                              | 17    | 1     |
| 2014-2015             | Roubine Kazan         | D1                    | 15          | 0           | 3                     | 0                     | -                              | -                              | -                              | 18    | 0     |
| 2015-2016             | Roubine Kazan         | D1                    | 17          | 1           | -                     | -                     | C3                             | 6                              | 0                              | 23    | 1     |
| Sous-total            | Sous-total            | Sous-total            | 66          | 3           | 6                     | 0                     | -                              | 22                             | 0                              | 94    | 3     |
| 2012-2013             | FK Krasnodar (prêt)   | D1                    | 11          | 0           | 2                     | 0                     | -                              | -                              | -                              | 13    | 0     |
| 2016-2017             | Gaziantepspor         | D1                    | 12          | 0           | 8                     | 0                     | -                              | -                              | -                              | 20    | 0     |
| 2018                  | Irtych Pavlodar       | D1                    | 16          | 0           | 2                     | 0                     | C3                             | 1                              | 0                              | 19    | 0     |
| Sous-total            | Sous-total            | Sous-total            | 39          | 0           | 12                    | 0                     | -                              | 1                              | 0                              | 52    | 0     |
| 2018                  | Dynamo Brest          | D1                    | 11          | 0           | 1                     | 0                     | -                              | -                              | -                              | 12    | 0     |
| 2019                  | Dynamo Brest          | D1                    | 26          | 2           | 2                     | 0                     | -                              | -                              | -                              | 28    | 2     |
| 2020                  | Dynamo Brest          | D1                    | 23          | 4           | 5                     | 0                     | C1+C3                          | 3+1                            | 0                              | 32    | 4     |
| Sous-total            | Sous-total            | Sous-total            | 60          | 6           | 8                     | 0                     | -                              | 4                              | 0                              | 72    | 6     |
| 2021                  | Dynamo Minsk          | D1                    | 9           | 2           | -                     | -                     | -                              | -                              | -                              | 9     | 2     |
| Total sur la carrière | Total sur la carrière | Total sur la carrière | 334         | 49          | 42                    | 6                     | -                              | 44                             | 2                              | 420   | 57    |

## Buts internationaux
| 0   | Date             | Lieu                                     | Compétition             | Résultat | Adversaire    | Détail | Détail            | Détail | Sél. |
| --- | ---------------- | ---------------------------------------- | ----------------------- | -------- | ------------- | ------ | ----------------- | ------ | ---- |
| 1er | 30 mai 2010      | Kufstein Arena (de), Kufstein, Autriche  | Match amical            | V 1-0    | Corée du Sud  | 53e    | du pied gauche    | 1-0    | 5e   |
| 2e  | 3 septembre 2010 | Stade de France, Saint-Denis, France     | Éliminatoires Euro 2012 | V 0-1    | France        | 86e    | du pied droit     | 0-1    | 8e   |
| 3e  | 10 août 2011     | Stade Dynamo, Minsk, Biélorussie         | Match amical            | V 1-0    | Bulgarie      | 33e    | du pied droit     | 1-0    | 18e  |
| 4e  | 14 novembre 2012 | Stade Teddy, Jérusalem, Israël           | Match amical            | V 1-2    | Israël        | 45+1e  | du pied droit     | 1-1    | 30e  |
| 5e  | 21 mai 2014      | Rheinpark Stadion, Vaduz, Liechtenstein  | Match amical            | V 1-5    | Liechtenstein | 15e    | de la tête        | 0-2    | 44e  |
| 6e  | 4 septembre 2014 | Stade de Borissov, Baryssaw, Biélorussie | Match amical            | V 6-1    | Tadjikistan   | 62e    | du pied droit     | 5-1    | 45e  |
| 7e  | 18 novembre 2014 | Stade de Borissov, Baryssaw, Biélorussie | Match amical            | V 3-2    | Mexique       | 50e    | du pied droit     | 1-1    | 49e  |
| 8e  | 7 juin 2015      | Stade de Khimki, Khimki, Russie          | Match amical            | P 4-2    | Russie        | 51e    | c.f du pied droit | 1-1    | 52e  |
| 9e  | 7 juin 2015      | Stade de Khimki, Khimki, Russie          | Match amical            | P 4-2    | Russie        | 66e    | du pied droit     | 1-2    | 52e  |

## Palmarès
| - Dynamo Minsk - Championnat de Biélorussie - Vainqueur : 2004. - Dynamo Brest - Championnat de Biélorussie - Vainqueur : 2019 - Coupe de Biélorussie - Finaliste : 2020 - Supercoupe de Biélorussie - Vainqueur : 2019 et 2020 |